# Preciso de Ti
Preciso de Ti é o quarto álbum ao vivo da banda brasileira Diante do Trono, gravado e lançado em 2001. A produção foi assinada pela própria banda, com arranjos de Paulo Albucater e Maximiliano Moraes.
Trabalho de maior sucesso do grupo mineiro, a obra contém algumas das canções de maior notoriedade do grupo, como a faixa-título "Preciso de Ti", considerada impressão digital do grupo, "Quero Subir" e "Coração Igual ao Teu". Gravado no Mineirão, em Belo Horizonte, também é um dos álbuns mais vendidos na história da música cristã brasileira.
O CD alcançou também boa recepção da crítica. Foi eleito o 21º melhor disco da década de 2000, de acordo com lista publicada pelo Super Gospel. Em 2015, vários historiadores, músicos e jornalistas o consideraram o 51º maior álbum da música cristã brasileira, em uma publicação dirigida pelo mesmo portal.
Vendas
Em 2012, o site BCharts divulgou uma lista fornecida pela ABPD (Associação Brasileira de Produtores de Discos) contendo os 15 álbuns mais vendidos da história no Brasil. O Diante do Trono, único representante da música evangélica na lista, aparece em 15º lugar com o álbum “Preciso de Ti” que já vendeu mais de 2 milhões de cópias e é o álbum gospel mais vendido da história no Brasil.
Com as tiragens atualizadas, o CD vendeu mais de 2.200.000 cópias, recebendo a certificação de Disco de Diamante Duplo. O DVD vendeu mais de 100.000 cópias, sendo certificado como Disco de Diamante. 

## Antecedentes
No ano anterior, o grupo mineiro lançou o álbum Águas Purificadoras, gravado na Parque da Gameleira (conhecida também como Expominas) em Belo Horizonte. Quando se esperava a capacidade máxima de 50 mil pessoas para a gravação, vieram 70 mil, obrigando o grupo a fazer sua próxima gravação no máximo recinto da capital mineira: O Mineirão.[carece de fontes?]

## Gravação
Foi construído um palco de 42 metros e 210 mil pessoas compareceram ao evento, maior público já registrado na história do estádio de acordo com a ADEMG (instituição governamental responsável pela administração de estádios de Minas Gerais). "Preciso de Ti" marcou também a história do Diante do Trono ao receber três meninas indianas recuperadas pelo Projeto Índia. Junto com todo grupo, elas cantaram e dançaram a última faixa do disco: "Em Toda Terra". Para o VHS e DVD, um helicóptero foi disponibilizado para imagens aéreas, coisa que não aconteceu nas gravações seguintes, em que se reuniriam públicos ainda  maiores.[carece de fontes?]
Nesse álbum todas as faixas são de autoria de Ana Paula Valadão. A canção "Preciso de Ti", assim como outras faixas do álbum como "Deus de Milagres", foi escrita num momento de tristeza na vida de Ana Paula Valadão. Recém-casada, durante a lua de mel, seu marido Gustavo Bessa sofreu um acidente de jet-ski.[carece de fontes?]

## Lançamento e recepção
| Críticas profissionais | Críticas profissionais |
| Avaliações da crítica  | Avaliações da crítica  |
| Fonte                  | Avaliação              |
| ---------------------- | ---------------------- |
| Super Gospel           | [ 5 ]                  |
| O Propagador           | [ 6 ]                  |

Preciso de Ti foi lançado em 2001 pela gravadora do grupo. O projeto recebeu avaliações favoráveis da crítica. O guia discográfico do O Propagador atribuiu uma cotação de 5 de 5 estrelas para o projeto, argumentando que "é um álbum envolvente do início ao fim, mesmo com canções tão longas como a faixa-título". O Super Gospel, em análise retrospectiva publicada em 2009 por Jhonata Cardoso, o considerou "melhor CD do Diante do Trono. Um dos 5 melhores da história da música gospel nacional".
Por esse CD, o Diante do Trono foi reconhecido pelo Troféu Talento 2002 como Grupo do Ano e a música título do CD Preciso de Ti ganhou o prêmio de Música do Ano.

## Legado
A canção "Preciso de Ti" foi a mais regravada pelo Diante do Trono. Também foram feitas duas versões da canção em inglês, ambas escritas por Ana Paula Valadão, porém com letras diferentes: a primeira foi apresentada em algumas ministrações nos Estados Unidos, e em outros países de língua inglesa.
Posteriormente, a faixa-título foi regravada para o álbum comemorativo Tempo de festa além de integrar também o álbum infantil Para adorar o Senhor (CD ao vivo de Crianças Diante do Trono) e fazer parte de "Medley DT", do DVD e CD Bônus de Sol da Justiça. A faixa foi versionada no álbum Creio sendo lançada como faixa-bônus para iTunes, mas integrando o registro audiovisual.  Essa versão foi regravada em finlandês para o álbum Läpimurto. O motivo da nova versão é que, sem a orquestra, que parou de acompanhar o ministério em 2011, Ana Paula tinha dificuldades de manter a versão anterior, já que os arranjos orquestrais de Sérgio Gomes ocupam boa parte da canção. A nova versão foi idealizada pelo Gateway Worship. Uma nova versão fôra publicada para integrar o projeto Tu Reinas, inclusive fazendo parte do ensaio geral e gravação do DVD e CD, mas não entrou na versão final do registro audiovisual do projeto.[carece de fontes?]
A faixa "Quero subir" foi regravada posteriormente em instrumental para o álbum Sem palavras, e integra o álbum Renovo, sendo traduzida para o alemão e inglês (versão que Ana Paula cantou no programa Marcus & Joni do canal americano Day Star. A faixa "Em Teus átrios" integra o álbum comemorativo Com intensidade. A faixa "Coração igual ao Teu" integra o álbum Tu Reinas, sendo a primeira canção a ter seu vídeo do registro audiovisual liberada. A canção "Leva-me" faz parte de "Medley DT", que está presente do DVD e CD bônus de Sol da justiça e é um instrumental do álbum Sem palavras.[carece de fontes?]
Em 2015, vários historiadores, músicos e jornalistas o consideraram o 51º maior álbum da música cristã brasileira, em uma publicação dirigida pelo Super Gospel. Nesta lista, Preciso de Ti foi o álbum mais bem rankeado da década de 2000. Em 2016, Preciso de Ti foi eleito o 21º melhor álbum da década de 2000 pelo mesmo site.

## Faixas
Todas as faixas escritas e compostas por Ana Paula Valadão. 
| N.º            | Título                 | Duração |  |
| 1.             | "Quero Subir"          | 5:57    |  |
| 2.             | "Em Teus Átrios"       | 5:59    |  |
| 3.             | "Insaciável"           | 5:02    |  |
| 4.             | "Conhecerei"           | 4:39    |  |
| 5.             | "Mais do que Tudo"     | 5:07    |  |
| 6.             | "Ouve, Senhor"         | 4:38    |  |
| 7.             | "Deus de Milagres"     | 6:34    |  |
| 8.             | "Coração Igual ao Teu" | 5:08    |  |
| 9.             | "Preciso de Ti"        | 15:19   |  |
| 10.            | "Leva-me"              | 7:41    |  |
| 11.            | "Em Toda a Terra"      | 6:55    |  |
| Duração total: | Duração total:         | 73:04   |  |

DVD
| Faixa                | Solista                                                                             |
| -------------------- | ----------------------------------------------------------------------------------- |
| Quero Subir          | Ana Paula Valadão                                                                   |
| Em Teus Átrios       | Ana Paula Valadão                                                                   |
| Insaciável           | Ana Paula Valadão                                                                   |
| Conhecerei           | Ana Paula Valadão                                                                   |
| Mais do que Tudo     | André Valadão                                                                       |
| Palavra              | Ana Paula Valadão                                                                   |
| Ouve, Senhor         | Ana Paula Valadão                                                                   |
| Deus de Milagres     | Ana Paula Valadão                                                                   |
| Coração Igual ao Teu | Ana Paula Valadão, Maximiliano Moraes                                               |
| Preciso de Ti        | Ana Paula Valadão, Helena Tannure, João Lúcio Tannure                               |
| Espontâneo           | Ana Paula Valadão, Helena Tannure, João Lúcio Tannure, André Valadão, Dayse Valadão |
| Leva-me              | Ana Paula Valadão, Nívea Soares                                                     |
| Palavra Missionária  | Gustavo Bessa                                                                       |
| Em Toda Terra        | Ana Paula Valadão                                                                   |

## Ficha técnica
A seguir estão listados os músicos e técnicos envolvidos na produção de Preciso de Ti:
Banda
- Ana Paula Valadão - vocais
- Paulo Albucater - arranjos e teclado
- Maximiliano Moraes - arranjos vocais e vocal em "Coração Igual ao Teu"
- Sérgio Gomes - orquestração e violão
- Nívea Soares - vocal em "Leva-me"
- André Valadão - vocal em "Mais do que Tudo"
- Helena Tannure - vocal em "Preciso de Ti"
- João Lúcio Tannure - vocal em "Preciso de Ti"
- Graziela Santos - vocal de apoio
- Mariana Valadão - vocal de apoio
- Renata Valadão - vocal de apoio
- Soraya Gomes - vocal de apoio e oboé
- Gustavo Soares - teclado
- Elias Fernandes - guitarra e violão de 12 cordas
- Roney Fares - baixo
- Bruno Gomes - bateria
- Éder Marinho- saxofone barítono
- Marcilene Renata Leal- saxofone alto
- Clélio Viana- saxofone tenor
- André Luiz Celestino - trompete
- Ailton e Sarah Ferreira - trompas
- Ednilson Santos- trombone

Equipe técnica
- Randy Adams - engenheiro de som, mixagem
- Ken Love - masterização

Projeto gráfico
- Luciano Buchacra - arte
- Wagner Gonçalves - fotos
- André Brant - fotos
- Gean Carlo Palmesi - fotos
- Tibério França - fotos